# Clavinet

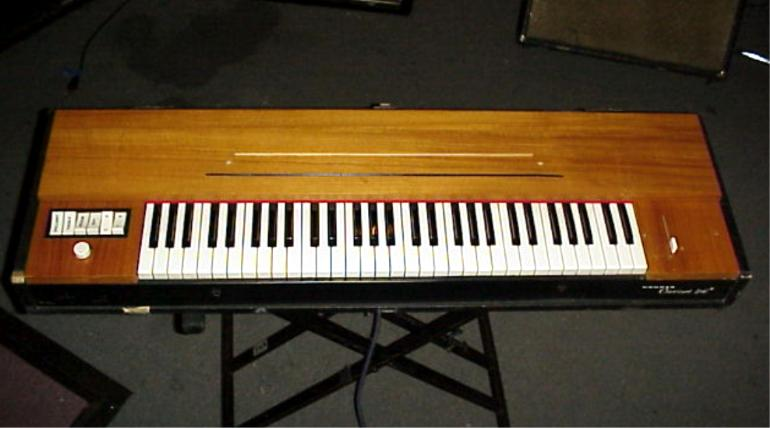
Clavinet D6

Clavinet är ett elektromekaniskt musikinstrument som tillverkades i olika modeller mellan 1964 och 1982, av företaget Hohner. Instrumentet är ett slags elektriskt förstärkt klavikord. Clavineten har tangenter med gummiklädda metalltungor på undersidan, som ställer sig ( jfr. "tapping") på respektive sträng, vanligen elgitarrsträngar. Ljudet tas upp av två långa mikrofoner ( enkelspoliga s.k. Single-Coil mikrofoner), för att sedan förstärkas via extern instrumentförstärkare.
Clavineten används ofta  inom funk och reggae men förekommer även i andra musikgenrer.

## Clavinet-modeller
Clavineten kom under 60-talet ut i en mängd olika modeller. De flesta hade 60 tangenter med tillhörande 60 strängar, vilket gav den fem oktaver i omfång.
- Clavinet I
- Clavinet II
- Clavinet L
- Clavinet C
- Clavinet D6
- Clavinet E7
- Clavinet/Pianet duo